# 第2師團 (日本陸軍)
第2師團是大日本帝國陸軍中的1個步兵師團。其通稱號是勇（Yū-heidan） 。

## 歷史
第2師團的前身仙台鎮台成立於1871年1月，是當時剛剛成立的日本帝國陸軍6個地區指揮部之一，仙台鎮台守衛之地區為從福島縣至青森縣的本州島北部地區（東北地區）。6個鎮台於1888年5月14日被下令改編為師團。
第2師團的總部位於仙台城堡的“鎳無丸”，那裡位置現在是東北大學校園。它原來的組成單位包括第4步兵團（成立於仙台市）、第5步兵團（成立於 青森）、第16步兵團（成立於 新發田市）和第17步兵團（成立於 秋田市）。在第二次世界大戰前的重組中，第29步兵團（成立於 會津若松市）亦被加入。
作為日本帝國陸軍其中一個最老資格的師團，第2師團參加了甲午戰爭和日俄戰爭。在那裡贏得了夜間作戰的卓越聲譽。
歷史上第2師團的著名指揮官，包括佐久間左馬太、乃木希典、西寬二郎、明石元二郎、東久邇宮稔彦王、岡村寧次和梅津美治郎。
從1930年到1933年，第2師團的指揮官是多門二郎中將。1931年，它被調派到派駐中國東北的關東軍，在九一八事變後它率先入侵滿洲，然後更參與江橋行動、錦州行動，之後並攻佔哈爾濱。
隨著第二次中日戰爭爆發，第2師團中的第15混成旅團參與平綏鐵路沿線作戰和徐州會戰，其中第3步兵旅團被臨時分配到華北方面軍。
在1939年，隸屬第3軍的第2師團正駐守由朝鮮北部起、面對蘇聯海濱省的南部邊界。第2師團的片山支隊（包括第15步兵旅團，擁有第16和第30步兵團，以及野戰炮營）於1939年9月6日至10日在秋山小峰，或997高地附近進行小型戰鬥行動。第2師團（與第4師團）於諾門罕戰役中配屬第6軍以增援的預定的反擊行動時行動被取消，日本後來簽署了停火協議。
太平洋戰爭爆發後，第2師團被調到南方戰線，受寺內壽一元帥的南方軍指揮，是參與佔領荷属东印度行動的師團之一。它在所羅門群島中參與瓜達爾卡納爾島戰役時災難性的失去了7,000名士兵。後來，它被派往駐守被攻佔的馬來亞和新加坡。
1944年，它被派往阻止英國重新佔領緬甸。在若開邦沿海執行任務後，該師團在5月直接被分配到緬甸方面軍。由於它作為1支戰略預備隊，主力在隨後的戰鬥中被消滅。其殘餘被分配到在法屬印度支那的第38軍，並在第二次世界大戰結束後解散。

## 任務
- 1931年: 滿洲，關東軍
　　入侵滿洲及之後的东北抗战。
- 1937年2月10日: 滿洲國，關東軍
　　其單位第15混成旅團參與察哈爾行動。
- 1938年7月21日: 滿洲國，關東軍第3軍
　　其單位第15混成旅團參與諾門罕戰役。

- 1940年9月27日: 日本，東部軍

- 1941年11月6日: 日本，第16軍
　　進攻爪哇行動。
- 1942年8月: 所羅門群島，第17軍
　　瓜達爾卡納爾島戰役
- 1944年1月: 緬甸南部，第18軍

- 1945年2月: 印度支那，第38軍

## 組織
第2師團原本的戰鬥序列是1個44制師。
第2師團
- 第3步兵旅團				
  - 第4步兵联队
  - 第29步兵联队
- 第15步兵旅團				
  - 第16步兵联队
  - 第30步兵联队
- 第2野戰炮兵联队
- 第2騎兵联队
- 第2工兵联队
- 第2運輸联队

在諾門罕戰役後及與美國的戰爭爆發前，該師團被改為1個33制師：
第2師團
- 第4步兵联队 (仙台市)
- 第29步兵联队 (若松區)
- 第16步兵联队 (柴田町)
- 第2野戰炮兵联队
- 第2搜索联队
- 第2工兵联队
- 第2運輸联队

## 資料來源
- Madej, W. Victor, Japanese Armed Forces Order of Battle, 1937-1945 [2 vols], Allentown, PA: 1981.
- Coox, Alvin D., Nomonhan, Japan Against Russia, 1939. Stanford University Press, Stanford, CA: 1985. ISBN 0-8047-1835-0

## 外部連結
- The much travelled Japanese 2nd(Sendai) Division （页面存档备份，存于）
- Organization, 1941 Infantry Division (triangular) 8 December 1941
- The 2nd Division, Sendai Reenacted （页面存档备份，存于）